# Prem'er-Liga 2012-2013
La Prem'er-Liga 2012-2013 è stata la ventunesima edizione della massima serie del campionato russo di calcio, l'undicesima con l'attuale denominazione. La stagione è iniziata il 21 luglio 2012 ed è terminata il 26 maggio 2013: per la seconda volta nella storia del calcio russo si è terminato in primavera, e per la prima in assoluto con il ritmo autunno-primavera usato dai principali campionati europei. Lo Zenit San Pietroburgo era la squadra detentrice del titolo. Il CSKA Mosca ha vinto il titolo per la quarta volta nella propria storia. Capocannonieri del torneo sono stati Wanderson, calciatore del Krasnodar, e Yura Movsisyan, calciatore dello Spartak Mosca, con 28 reti.

## Stagione

### Novità
Dalla Prem'er-Liga 2011-2012 erano stati retrocessi il Tom' Tomsk e lo Spartak-Nal'čik, mentre dalla PFN Ligi 2011-2012 erano stati promossi il Mordovija e l'Alanija Vladikavkaz.

### Formula
La formula del torneo è tornata al quella precedente alla versione a due fasi adottata per il campionato di transizione 2011-2012. Le sedici squadre partecipanti si sono affrontate in un girone all'italiana con partite di andata e ritorno per un totale di 30 giornate. La prima classificata al termine della stagione regolare era designata campione di Russia e ammessa alla fase a gironi della UEFA Champions League 2013-2014. La seconda classificata veniva ammessa al terzo turno di qualificazione della UEFA Champions League. Le squadre terza, quarta e quinta classificate venivano ammessa in UEFA Europa League 2013-2014, rispettivamente per il turno di play-off, il terzo e il secondo turno di qualificazione, assieme alla vincitrice della Coppa di Russia, ammessa direttamente alla fase a gironi. Le ultime due classificate erano retrocesse in Pervenstvo Futbol'noj Nacional'noj Ligi, mentre tredicesima e quattordicesima classificate venivano ammesse agli spareggi promozione/retrocessione contro terza e quarta classificate della PFN Ligi per due posti in massima serie.

## Squadre partecipanti
| Squadra                | Stagione | Città           | Stadio                      | Stagione 2011-2012        |
| ---------------------- | -------- | --------------- | --------------------------- | ------------------------- |
| Alanija Vladikavkaz    | dettagli | Vladikavkaz     | Stadio Repubblicano Spartak | 2º posto in PFN Ligi      |
| Amkar Perm'            | dettagli | Perm'           | Stadio Zvezda               | 10º posto in Prem'er-Liga |
| Anži                   | dettagli | Machačkala      | Stadio Dinamo Anži-Arena    | 5º posto in Prem'er-Liga  |
| CSKA Mosca             | dettagli | Mosca           | Arena Chimki Stadio Lužniki | 3º posto in Prem'er-Liga  |
| Dinamo Mosca           | dettagli | Mosca           | Arena Chimki                | 4º posto in Prem'er-Liga  |
| Krasnodar              | dettagli | Krasnodar       | Stadio Kuban'               | 9º posto in Prem'er-Liga  |
| Kryl'ja Sovetov Samara | dettagli | Samara          | Stadio Metallurg (Samara)   | 12º posto in Prem'er-Liga |
| Kuban'                 | dettagli | Krasnodar       | Stadio Kuban'               | 8º posto in Prem'er-Liga  |
| Lokomotiv Mosca        | dettagli | Mosca           | Stadio Lokomotiv            | 7º posto in Prem'er-Liga  |
| Mordovija              | dettagli | Saransk         | Stadio Start                | 1º posto in PFN Ligi      |
| Rostov                 | dettagli | Rostov sul Don  | Stadio Olimp-2              | 13º posto in Prem'er-Liga |
| Rubin                  | dettagli | Kazan'          | Stadio Centrale di Kazan'   | 6º posto in Prem'er-Liga  |
| Spartak Mosca          | dettagli | Mosca           | Stadio Lužniki              | 2º posto in Prem'er-Liga  |
| Terek Groznyj          | dettagli | Groznyj         | Achmat-Arena                | 11º posto in Prem'er-Liga |
| Volga Nižnij Novgorod  | dettagli | Nižnij Novgorod | Stadio Lokomotiv            | 14º posto in Prem'er-Liga |
| Zenit San Pietroburgo  | dettagli | San Pietroburgo | Stadio Petrovskij           | Campione di Russia        |

## Allenatori
| Squadra               | Allenatore                                                                       |
| --------------------- | -------------------------------------------------------------------------------- |
| Alanija Vladikavkaz   | Vladimir Gazzaev (1ª-15ª) Valerij Gazzaev (16ª-30ª)                              |
| Amkar Perm'           | Rustem Chuzin                                                                    |
| Anži                  | Guus Hiddink                                                                     |
| CSKA Mosca            | Leonid Sluckij                                                                   |
| Dinamo Mosca          | Sergej Silkin (1ª-3ª) Dmitrij Chochlov (4ª-5ª) Dan Petrescu (6ª-30ª)             |
| Krasnodar             | Slavoljub Muslin                                                                 |
| Kryl'ja Sovetov       | Andrej Kobelev (1ª-15ª) Aleksandr Cygankov (16ª-19ª) Gadži Gadžiev (20ª-30ª)     |
| Kuban'                | Dan Petrescu (1ª-4ª) Jurij Krasnožan (5ª-19ª) Leanid Kučuk (20ª-30ª)             |
| Lokomotiv Mosca       | Slaven Bilić                                                                     |
| Mordovija             | Fëdor Ščerbačenko (1ª-16ª) Vladimir Bibikov (17ª-19ª) Dorinel Munteanu (20ª-30ª) |
| Rostov                | Miodrag Božović                                                                  |
| Rubin Kazan'          | Gurban Berdiýew                                                                  |
| Spartak Mosca         | Unai Emery (1ª-17ª) Valerij Karpin (18ª-30ª)                                     |
| Terek Groznyj         | Stanislav Čerčesov                                                               |
| Volga Nižnij Novgorod | Gadži Gadžiev (1ª-19ª) Jurij Kalytvyncev (20ª-30ª)                               |
| Zenit San Pietroburgo | Luciano Spalletti                                                                |

## Classifica finale
|  | Pos. | Squadra                | Pt | G  | V  | N | P  | GF | GS | DR  |
|  | ---- | ---------------------- | -- | -- | -- | - | -- | -- | -- | --- |
|  | 1.   | CSKA Mosca             | 64 | 30 | 20 | 4 | 6  | 49 | 25 | +24 |
|  | 2.   | Zenit San Pietroburgo  | 62 | 30 | 18 | 8 | 4  | 53 | 25 | +28 |
|  | 3.   | Anži                   | 53 | 30 | 15 | 8 | 7  | 45 | 34 | +11 |
|  | 4.   | Spartak Mosca          | 51 | 30 | 15 | 6 | 9  | 51 | 39 | +12 |
|  | 5.   | Kuban'                 | 51 | 30 | 14 | 9 | 7  | 48 | 28 | +20 |
|  | 6.   | Rubin                  | 50 | 30 | 15 | 5 | 10 | 39 | 27 | +12 |
|  | 7.   | Terek Groznyj          | 48 | 30 | 14 | 6 | 10 | 38 | 40 | -2  |
|  | 8.   | Dinamo Mosca           | 48 | 30 | 14 | 6 | 10 | 41 | 34 | +7  |
|  | 9.   | Lokomotiv Mosca        | 43 | 30 | 12 | 7 | 11 | 39 | 36 | +3  |
|  | 10.  | Krasnodar              | 42 | 30 | 12 | 6 | 12 | 45 | 39 | +6  |
|  | 11.  | Amkar Perm'            | 29 | 30 | 7  | 8 | 15 | 34 | 51 | -17 |
|  | 12.  | Volga Nižnij Novgorod  | 29 | 30 | 7  | 8 | 15 | 28 | 46 | -18 |
|  | 13.  | Rostov                 | 29 | 30 | 7  | 8 | 15 | 30 | 41 | -11 |
|  | 14.  | Kryl'ja Sovetov Samara | 28 | 30 | 7  | 7 | 16 | 31 | 52 | -21 |
|  | 15.  | Mordovija              | 20 | 30 | 5  | 5 | 20 | 30 | 57 | -27 |
|  | 16.  | Alanija Vladikavkaz    | 19 | 30 | 4  | 7 | 19 | 26 | 53 | -27 |

Legenda:
      Campione di Russia e ammessa alla UEFA Champions League 2013-2014.
      Ammessa alla UEFA Champions League 2013-2014.
      Ammessa alla UEFA Europa League 2013-2014.
 Ammessa ai play-off promozione/retrocessione.
      Retrocesse in PFN Ligi 2013-2014.
Note:
Tre punti a vittoria, uno a pareggio, zero a sconfitta.

## Risultati
|                       | Ala  | Amk  | Anž  | CSK  | DiM  | Kra  | Kry  | Kub  | LoM  | Mor  | Ros  | Rub  | SpM  | Ter  | Vol  | Zen  |
| --------------------- | ---- | ---- | ---- | ---- | ---- | ---- | ---- | ---- | ---- | ---- | ---- | ---- | ---- | ---- | ---- | ---- |
| Alanija Vladikavkaz   | –––– | 1-1  | 0-1  | 0-4  | 1-0  | 2-3  | 2-2  | 2-1  | 0-1  | 3-1  | 0-0  | 0-2  | 1-2  | 5-0  | 0-2  | 2-3  |
| Amkar Perm'           | 5-1  | –––– | 1-2  | 3-1  | 1-1  | 2-2  | 0-2  | 0-3  | 2-4  | 0-0  | 3-2  | 1-1  | 1-3  | 0-1  | 3-2  | 0-0  |
| Anži                  | 0-0  | 1-0  | –––– | 2-0  | 3-3  | 5-2  | 1-1  | 2-1  | 2-1  | 4-2  | 0-0  | 2-1  | 2-1  | 3-1  | 2-1  | 1-1  |
| CSKA Mosca            | 2-0  | 3-0  | 1-0  | –––– | 0-2  | 1-0  | 3-0  | 0-0  | 2-1  | 2-1  | 1-0  | 2-0  | 2-2  | 1-0  | 2-0  | 1-3  |
| Dinamo Mosca          | 2-0  | 3-2  | 0-2  | 0-0  | –––– | 1-1  | 1-0  | 1-2  | 1-0  | 3-1  | 1-0  | 3-0  | 0-4  | 1-2  | 0-0  | 3-0  |
| Krasnodar             | 2-0  | 2-1  | 4-0  | 0-1  | 2-0  | –––– | 0-3  | 2-1  | 3-1  | 6-1  | 0-0  | 2-1  | 0-1  | 3-0  | 2-0  | 0-2  |
| Kryl'ja Sovetov       | 2-1  | 0-2  | 1-2  | 0-2  | 1-2  | 2-2  | –––– | 2-1  | 0-1  | 0-2  | 0-2  | 3-1  | 0-5  | 1-1  | 0-1  | 2-2  |
| Kuban'                | 0-0  | 4-0  | 1-0  | 1-3  | 1-1  | 2-1  | 4-1  | –––– | 0-0  | 1-0  | 1-0  | 0-0  | 2-2  | 2-1  | 6-2  | 2-2  |
| Lokomotiv Mosca       | 2-2  | 1-2  | 1-1  | 1-4  | 2-3  | 3-2  | 2-0  | 0-1  | –––– | 2-1  | 3-1  | 1-0  | 2-1  | 1-1  | 0-1  | 0-1  |
| Mordovija             | 1-1  | 1-1  | 2-0  | 0-3  | 1-2  | 0-0  | 2-3  | 0-3  | 2-3  | –––– | 3-0  | 1-3  | 2-1  | 1-1  | 1-3  | 0-3  |
| Rostov                | 3-1  | 3-0  | 2-2  | 3-0  | 1-0  | 2-3  | 1-2  | 0-2  | 0-0  | 2-0  | –––– | 0-4  | 1-0  | 0-3  | 1-2  | 1-1  |
| Rubin Kazan'          | 3-1  | 0-1  | 2-1  | 2-0  | 2-0  | 2-0  | 2-0  | 1-0  | 2-0  | 2-1  | 1-1  | –––– | 0-1  | 1-2  | 0-0  | 1-0  |
| Spartak Mosca         | 2-0  | 2-0  | 2-0  | 0-2  | 1-5  | 2-0  | 1-1  | 2-2  | 0-0  | 2-0  | 3-1  | 2-1  | –––– | 3-1  | 2-1  | 2-4  |
| Terek Groznyj         | 1-0  | 2-1  | 1-0  | 1-2  | 1-2  | 1-0  | 4-1  | 2-2  | 0-3  | 2-1  | 2-1  | 0-0  | 2-1  | –––– | 2-0  | 0-3  |
| Volga Nižnij Novgorod | 1-0  | 1-1  | 0-3  | 2-3  | 1-0  | 1-1  | 1-1  | 0-2  | 0-2  | 0-2  | 1-1  | 1-2  | 1-1  | 1-1  | –––– | 1-2  |
| Zenit San Pietroburgo | 4-0  | 2-0  | 1-1  | 1-1  | 2-0  | 1-0  | 1-0  | 1-0  | 1-1  | 1-0  | 2-1  | 1-2  | 5-0  | 0-2  | 3-1  | –––– |

## Spareggi promozione-retrocessione
|                        | Risultati |                        | Luogo e data                   |
| ---------------------- | --------- | ---------------------- | ------------------------------ |
| Rostov                 | 2 - 0     | SKA-Ėnergija           | Rostov sul Don, 30 maggio 2013 |
| SKA-Ėnergija           | 0 - 1     | Rostov                 | Chabarovsk, 3 giugno 2013      |
|                        |           |                        |                                |
| Kryl'ja Sovetov Samara | 2 - 0     | Spartak-Nal'čik        | Samara, 30 maggio 2013         |
| Spartak-Nal'čik        | 2 - 5     | Kryl'ja Sovetov Samara | Nal'čik, 3 giugno 2013         |
|                        |           |                        |                                |

## Statistiche

### Classifica marcatori
| Gol | Rigori |  | Giocatore          | Squadra               |
| --- | ------ |  | ------------------ | --------------------- |
| 13  |        |  | Wanderson          | Krasnodar             |
| 13  | 1      |  | Yura Movsisyan     | Spartak Mosca         |
| 12  |        |  | Lacina Traoré      | Anži                  |
| 11  | 2      |  | Ruslan Muchametšin | Mordovija             |
| 11  |        |  | Ahmed Musa         | CSKA Mosca            |
| 10  |        |  | Samuel Eto'o       | Anži                  |
| 10  | 3      |  | Aleksandr Keržakov | Zenit San Pietroburgo |
| 10  |        |  | Aleksandr Kokorin  | Dinamo Mosca          |
| 10  |        |  | Kevin Kurányi      | Dinamo Mosca          |
| 10  | 1      |  | Dame N'Doye        | Lokomotiv Mosca       |
| 9   | 3      |  | Danilo Neco        | Alanija Vladikavkaz   |
| 9   | 5      |  | Bibras Natkho      | Rubin                 |
| 9   | 2      |  | Aras Özbiliz       | Kuban'                |
| 9   |        |  | Ivelin Popov       | Kuban'                |